# جاك باور
جاك باور، شخصية خيالية وقائد بطل في المسلسل التلفزيوني 24 الذي أنتجته شبكة فوكس التلفزيونية
وظّفت الشخصية في عدة قدرات في العرض، أهم هذه القدرات تمثلت في كونه عضواً في وحدة مكافحة الإرهاب في لوس أنجلوس، والعمل مع مكتب التحقيقات الفيدرالي في واشنطن دي سي خلال الموسم السابع.
خلال قصة المسلسل، كان باور عضواً أساسياً في وحدة مكافحة الإرهاب، فقد كان مديرالوحدة في الموسم الأول، وغالباً ما كان يُصَوَّر على أنه أهم عنصر فيها. كان عمل باور يتضمن المساعدة في التصدّي للهجمات الإرهابية الكبرى في الولايات المتحدة، وإنقاذ أرواح المدنيين وموظفي الحكومة. في مناسبات أخرى، كان باور يتحمل عبئاً كبيراً خاصة عند استهداف أحد معارفه. لم يكن عميلاً غير قانوني، لكنه كان يستخدم التعذيب المتكرر لجمع المعلومات.
شخّص الممثل كيفر سثرلاند دور جاك باور في العرض التلفزيوني وفي لعبة الفيديو.كان من المقرر انتهاء عرض المسلسل التلفزيوني في 24 مايو (أيار) 2010، بعد ثمانية مواسم ناجحة، لكن تم تجديد عرضه بموسم تاسع، عرض في 5 مايو (أيار) 2014. كما تم إعداد فيلم روائي طويل، لكن انتهت النقاشات بخلافات على العقد مع شبكة فوكس.
صنفه "دليل التلفزيون" في المرتبة 49 في قائمتها "أفضل 50 بطلاً في مسلسلات التلفزيون" وصنّفته سكاي 1 في المركز الأول في قائمتها "أصلب رجال التلفزيون". أما إنترتينمنت ويكلي فقد اختارته أحد أفضل الأبطال الـ20 في ثقافة البوب في كل العصور". يشار أيضاً أن جاك كان الشخصية الوحيدة التي ظهرت في جميع حلقات المسلسل 20.

## روابط خارجية
- "FOX Broadcasting Company: 24" en. مؤرشف من الأصل في 2008-04-04. اطلع عليه بتاريخ 2020-01-25. {{استشهاد ويب}}: الوسيط غير صالح |script-title=: بادئة مفقودة (مساعدة)